# Oligotricha evanescens
Oligotricha evanescens är en nattsländeart som först beskrevs av Samuel Hubbard Scudder 1890.  Oligotricha evanescens ingår i släktet Oligotricha och familjen broknattsländor. Inga underarter finns listade i Catalogue of Life.